# Dillsboro (Indiana)
Dillsboro – miasto w Stanach Zjednoczonych, w stanie Indiana, w hrabstwie Dearborn.